# Wimbledon 2002
De 116e editie van het Britse grandslamtoernooi, Wimbledon 2002, werd gehouden van maandag 24 juni tot en met zondag 7 juli 2002. Voor de vrouwen was het de 109e editie van het graskampioenschap. Het toernooi werd gespeeld bij de All England Lawn Tennis and Croquet Club in de wijk Wimbledon van de Britse hoofdstad Londen.
Op de eerste zondag tijdens het toernooi (Middle Sunday) werd traditioneel niet gespeeld.
Het toernooi van 2002 trok 469.514 toeschouwers.

## Belangrijkste uitslagen
Mannenenkelspel

Finale: Lleyton Hewitt (Australië) won van David Nalbandian (Argentinië) met 6-1, 6-3, 6-2
Vrouwenenkelspel

Finale: Serena Williams (Verenigde Staten) won van Venus Williams (Verenigde Staten) met 7-6, 6-3
Mannendubbelspel

Finale: Jonas Björkman (Zweden) en Todd Woodbridge (Australië) wonnen van Mark Knowles (Bahama's) en Daniel Nestor (Canada) met 6-1, 6-2, 6-7, 7-5
Vrouwendubbelspel

Finale: Serena Williams (Verenigde Staten) en Venus Williams (Verenigde Staten) wonnen van Virginia Ruano Pascual (Spanje) en Paola Suárez (Argentinië) met 6-2, 7-5
Gemengd dubbelspel

Finale: Jelena Lichovtseva (Rusland) en Mahesh Bhupathi (India) wonnen van Daniela Hantuchová (Slowakije) en Kevin Ullyett (Zimbabwe) met 6-2, 1-6, 6-1
Meisjesenkelspel

Finale: Vera Doesjevina (Rusland) won van Maria Sjarapova (Rusland) met 4-6, 6-1, 6-2
Meisjesdubbelspel

Finale: Elke Clijsters (België) en Barbora Strýcová (Tsjechië) wonnen van Allison Baker (Verenigde Staten) en Anna-Lena Grönefeld (Duitsland) met 6-4, 5-7, 8-6
Jongensenkelspel

Finale: Todd Reid (Australië) won van Lamine Ouahab (Algerije) met 7-65, 6-4
Jongensdubbelspel

Finale: Florin Mergea (Roemenië) en Horia Tecău (Roemenië) wonnen van Brian Baker (Verenigde Staten) en Rajeev Ram (Verenigde Staten) met 6-4, 4-6, 6-4

## Toeschouwersaantallen en bezoekerscapaciteit
|           |        | Eerste week |         | Tweede week |
| --------- | ------ | ----------- | ------- | ----------- |
| Maandag   |        | 38.561      |         | 38.764      |
| Dinsdag   | 40.995 | 34.448      |         |             |
| Woensdag  | 42.457 | 32.367      |         |             |
| Donderdag | 41.410 | 33.560      |         |             |
| Vrijdag   | 41.595 | 28.016      |         |             |
| Zaterdag  | 39.722 | 27.857      |         |             |
| Zondag    | –      | 29.762      |         |             |
| Totaal    |        | 469.514     | 469.514 | 469.514     |

|  | = slecht weer (meer dan twee uur niet gespeeld) |
|  | = gehele dag niet gespeeld, vanwege de regen    |

| Baan                           | Zitplaatsen                    | Staanplaatsen                  |                                | Baan                           | Zitplaatsen |
| ------------------------------ | ------------------------------ | ------------------------------ | ------------------------------ | ------------------------------ | ----------- |
| Centre Court                   | 13.813                         | –                              |                                | Court No. 9                    | –           |
| Court No. 1                    | 11.429                         | –                              | Court No. 10                   | –                              |             |
| Court No. 2                    | 2.220                          | 770                            | Court No. 13                   | 1.541                          |             |
| Court No. 3                    | 800                            | –                              | Court No. 14                   | 318                            |             |
| Court No. 4                    | –                              | –                              | Court No. 15                   | 318                            |             |
| Court No. 5                    | –                              | –                              | Court No. 16                   | 318                            |             |
| Court No. 6                    | 250                            | –                              | Court No. 17                   | 318                            |             |
| Court No. 7                    | 250                            | –                              | Court No. 18                   | 788                            |             |
| Court No. 8                    | –                              | –                              | Court No. 19                   | 306                            |             |
| Totaal zitplaatsen             | Totaal zitplaatsen             | Totaal zitplaatsen             | Totaal zitplaatsen             | Totaal zitplaatsen             | 32.669      |
| Totaal staanplaatsen           | Totaal staanplaatsen           | Totaal staanplaatsen           | Totaal staanplaatsen           | Totaal staanplaatsen           | 770         |
|                                |                                |                                |                                |                                |             |
| Bezoekerscapaciteit tennispark | Bezoekerscapaciteit tennispark | Bezoekerscapaciteit tennispark | Bezoekerscapaciteit tennispark | Bezoekerscapaciteit tennispark | 35.000      |

## Uitzendrechten
In Nederland was Wimbledon te zien bij de lineaire televisiezender RTL 5. RTL 5 deed dagelijks vanaf 13.00 uur tot het einde van de wedstrijden, rechtstreeks verslag vanuit een studio naast de tennisvelden in Londen. Dagelijks aan het eind van da dag werd de dag samengevat in 'Wimbledon Today'. RTL 5 stuurde 22 medewerkers naar Londen, onder hen de presentatoren Wilfred Genee, Mari Carmen Oudendijk en Marcel Maijer. Het commentaar werd verzorgd door Mariëtte Pakker, Albert Mantingh, Evert Scheider, Jacco Eltingh en Jan Siemerink. Waar RTL 5 in 2004 de rechtstreekse reportages nog voor de rubriek 5 onderbrak, werd vanaf 2005 uitgezonden tot de laatste wedstrijd was afgelopen.
Verder kon het toernooi ook gevolgd worden bij de Britse publieke omroep BBC, waar uitgebreid live-verslag werd gedaan op de zenders BBC One en BBC Two.
1877 · 1878 · 1879 · 1880 · 1881 · 1882 · 1883 · 1884 · 1885 · 1886 · 1887 · 1888 · 1889 · 1890 · 1891 · 1892 · 1893 · 1894 · 1895 · 1896 · 1897 · 1898 · 1899 · 1900 · 1901 · 1902 · 1903 · 1904 · 1905 · 1906 · 1907 · 1908 · 1909 · 1910 · 1911 · 1912 · 1913 · 1914 · 1915–1918 · 1919 · 1920 · 1921 · 1922 · 1923 · 1924 · 1925 · 1926 · 1927 · 1928 · 1929 · 1930 · 1931 · 1932 · 1933 · 1934 · 1935 · 1936 · 1937 · 1938 · 1939 · 1940–1945 · 1946 · 1947 · 1948 · 1949 · 1950 · 1951 · 1952 · 1953 · 1954 · 1955 · 1956 · 1957 · 1958 · 1959 · 1960 · 1961 · 1962 · 1963 · 1964 · 1965 · 1966 · 1967
↓ open tijdperk ↓
1968 (m-v-md-vd-gd) · 1969 (m-v-md-vd-gd) · 1970 (m-v-md-vd-gd) · 1971 (m-v-md-vd-gd) · 1972 (m-v-md-vd-gd) · 1973 (m-v-md-vd-gd) · 1974 (m-v-md-vd-gd) · 1975 (m-v-md-vd-gd) · 1976 (m-v-md-vd-gd) · 1977 (m-v-md-vd-gd) · 1978 (m-v-md-vd-gd) · 1979 (m-v-md-vd-gd) · 1980 (m-v-md-vd-gd) · 1981 (m-v-md-vd-gd) · 1982 (m-v-md-vd-gd) · 1983 (m-v-md-vd-gd) · 1984 (m-v-md-vd-gd) · 1985 (m-v-md-vd-gd) · 1986 (m-v-md-vd-gd) · 1987 (m-v-md-vd-gd) · 1988 (m-v-md-vd-gd) · 1989 (m-v-md-vd-gd) · 1990 (m-v-md-vd-gd) · 1991 (m-v-md-vd-gd) · 1992 (m-v-md-vd-gd) · 1993 (m-v-md-vd-gd) · 1994 (m-v-md-vd-gd) · 1995 (m-v-md-vd-gd) · 1996 (m-v-md-vd-gd) · 1997 (m-v-md-vd-gd) · 1998 (m-v-md-vd-gd) · 1999 (m-v-md-vd-gd) · 2000 (m-v-md-vd-gd) · 2001 (m-v-md-vd-gd) · 2002 (m-v-md-vd-gd) · 2003 (m-v-md-vd-gd) · 2004 (m-v-md-vd-gd) · 2005 (m-v-md-vd-gd) · 2006 (m-v-md-vd-gd) · 2007 (m-v-md-vd-gd) · 2008 (m-v-md-vd-gd) · 2009 (m-v-md-vd-gd) · 2010 (m-v-md-vd-gd) · 2011 (m-v-md-vd-gd) · 2012 (m-v-md-vd-gd) · 2013 (m-v-md-vd-gd) · 2014 (m-v-md-vd-gd) · 2015 (m-v-md-vd-gd) · 2016 (m-v-md-vd-gd) · 2017 (m-v-md-vd-gd) · 2018 (m-v-md-vd-gd) · 2019 (m-v-md-vd-gd) · 2020 · 2021 (m-v-md-vd-gd) · 2022 (m-v-md-vd-gd) · 2023 (m-v-md-vd-gd) · 2024 (m-v-md-vd-gd)
Lijst van Wimbledonwinnaars · Toernooien per editie